# Pekka Savijoki
Pekka Ilmari Savijoki, född 8 juni 1952 i Helsingfors, är en finländsk dirigent och saxofonist. Han är tvillingbror till Jukka Savijoki.
Savojoki har studerat saxofon (alt) vid Sibelius-Akademin för Eero Linnala och vid det prestigefyllda Conservatoire de Paris för Daniel Deffayet. År 1982 inledde han kapellmästarstudier vid Sibelius-Akademin och erhöll diplom 1986. Han har dirigerat många operor, bland annat av Wolfgang Amadeus Mozart, Gioacchino Rossini och Giuseppe Verdi. Därtill har han verkat som dirigent för flera finländska och svenska orkestrar samt gästat franska radions symfoniorkester 1993. Han har vidare uppträtt som saxofonsolist både i hemlandet och utomlands samt uruppfört verk för instrumentet av bland andra Erik Bergman, Esa-Pekka Salonen, Usko Meriläinen och Kalevi Aho. Han har därtill verkat som skivproducent och samarbetat med bland andra sångerskan Karita Mattila och gruppen Cluster. Han blev lektor i saxofonspel vid Sibelius-Akademin 1982.